# گورنگی رینگ
گورنگی رینگ (به صربی: Gornji Rinj) یک منطقهٔ مسکونی در صربستان است که در بلا پالانکا واقع شده‌است. گورنگی رینگ ۱۰ نفر جمعیت دارد.